# Samantha Biffot
Samantha Biffot, (Paris, 1985),  es una directora, productora y guionista franco-gabonesa conocida por haber dirigido, entre otros trabajos, la serie L’Oeil de la Cité (El Ojo de la Ciudad), un programa galardonado con el Premio a la mejor serie en el Festival Panafricano de Cine y Televisión de Uagadugú en 2013 y la versión africana de la serie Parents mode d'emploi desde 2016.

## Actividad profesional
Samantha Biffot nació en 1985 en París y creció entre Londres, Corea del Sur y África del sur. Terminado su bachillerato estudió en la École Supérieure de Réalisation Audiovisuelle de París y allí obtuvo su licenciatura en cine antes de retornar a Gabón, donde fundó la productora "Princesse M Production" conavec Pierre-Adrien Ceccaldi.
L'Œil de la cité de Samantha Biffot es una serie fantástica con un objetivo de concientización. Cada episodio tiene una moraleja, la del primer episodio fue respecto del fenómeno de los crímenes rituales, la del segundo acerca del despojo de las viudas y los huérfanos, mientras que la del tercero trata de temas ecologistas. El programa fue producido por el Instituto de Imagen y Sonido de Gabón.
.
Samantha Biffot también coguionó y dirigió Parents mode d'emploi Afrique.
En 2010 fundó la empresa de producción audiovisual Princesse M Productions en Gabón en la que es directora. En 2011 Samantha Biffot organizó el Festival international de cortometrajes de escuela y dentro del mismo, se realizaron talleres de formación en argumentos, en producción y en montaje. Los participantes de cada taller crearon un producto que pasaba al siguiente taller correspondiente a la cadena de producción cinematográfica. En 2016 fue nominada al Premio al Mejor Largometraje Documental en los Premios Francófonos de Cine por su película L'Africain qui voulait voler que trataba sobre la vida del maestro gabonés de kung-fu Luc Bendza. Por este documental, cuyo rodaje le llevó cinco años, recibió el Premio Especial del Jurado en el Festival Escalas documentales de Libreville en 2015 y el Premio a la Mejor Película Documental en el Festival internacional de Cine y del Audiovisual de Burundi en 2017. En el mismo año estuvo nominado al Premio al Mejor Documental en los Premios de la Academia Africana de Cine. La serie Taxi Sagat está integrada por esketches filmados por cámaras ocultas en un taxi gabonés.

## Comentarios
Sebastián Ruiz-Cabrera opinó que L'Africain qui voulait voler

"es más que el viaje personal de Bendza. Más bien captura a la perfección la cultura del cine popular en muchas partes de África de mediados de los años ochenta y principios de los noventa. La aspiración de Bendza ha sido ampliamente compartida por muchos jóvenes que soñaban con convertirse algún día en Bruce Lee y otros maestros del arte marcial. Un trabajo que proyecta por lo tanto cómo podría haber sido el sueño de muchos jóvenes si hubieran hecho su viaje."

## Nominaciones y premios
Festival Panafricano de Cine y Televisión de Uagadugú 2013
- L'Œil de la cité ganadora del Premio a la Mejor Serie de Televisión.

Festival Escalas Documentales de Libreville 2015
- L'Africain qui voulait vole ganadora del Premio Especial del Jurado

Festival internacional de cine y del audiovisual de Burundi 2017
- L'Africain qui voulait vole ganadora del Premio a la Mejor Película Documental.

Festival Internacional de Cine Documental de Munich (DOK.fest) 2017
- The African Who Wanted to Fly nominada al Premio Viktor en la sección Horizontes

Premios de la Academia Africana de Cine 2017
- The African Who Wanted to Fly nominada al Premio a la Mejor Película Documental[13][11]

## Televisión
- L'Œil de la cité (serie, 2013)
- Dowé Mba (serie, 2014).[14]
- Parents mode d'emploi Afrique (serie, 2016)
- Taxi sagat (serie, 2016)
- Kongossa telecom (serie, 2018)
- Sakho & Mangane (serie, 2019)

## Filmografía
Directora
- Retour aux sources (cortometraje, 2014)[14]
- L'Africain qui voulait vole (documental, 2016)

Guionista
- L'Africain qui voulait vole (documental, 2016)

Montadora
- Pango et Wally (cortometraje, 2013) (asistente de montaje)
- Moane mory (cortometraje, 2014)
- Le club des silencieux (mediometraje, 2015)

Productora
- Une vie en Black or white (mediometraje, 2012)[14]